# Biserica de lemn din Balota de Sus

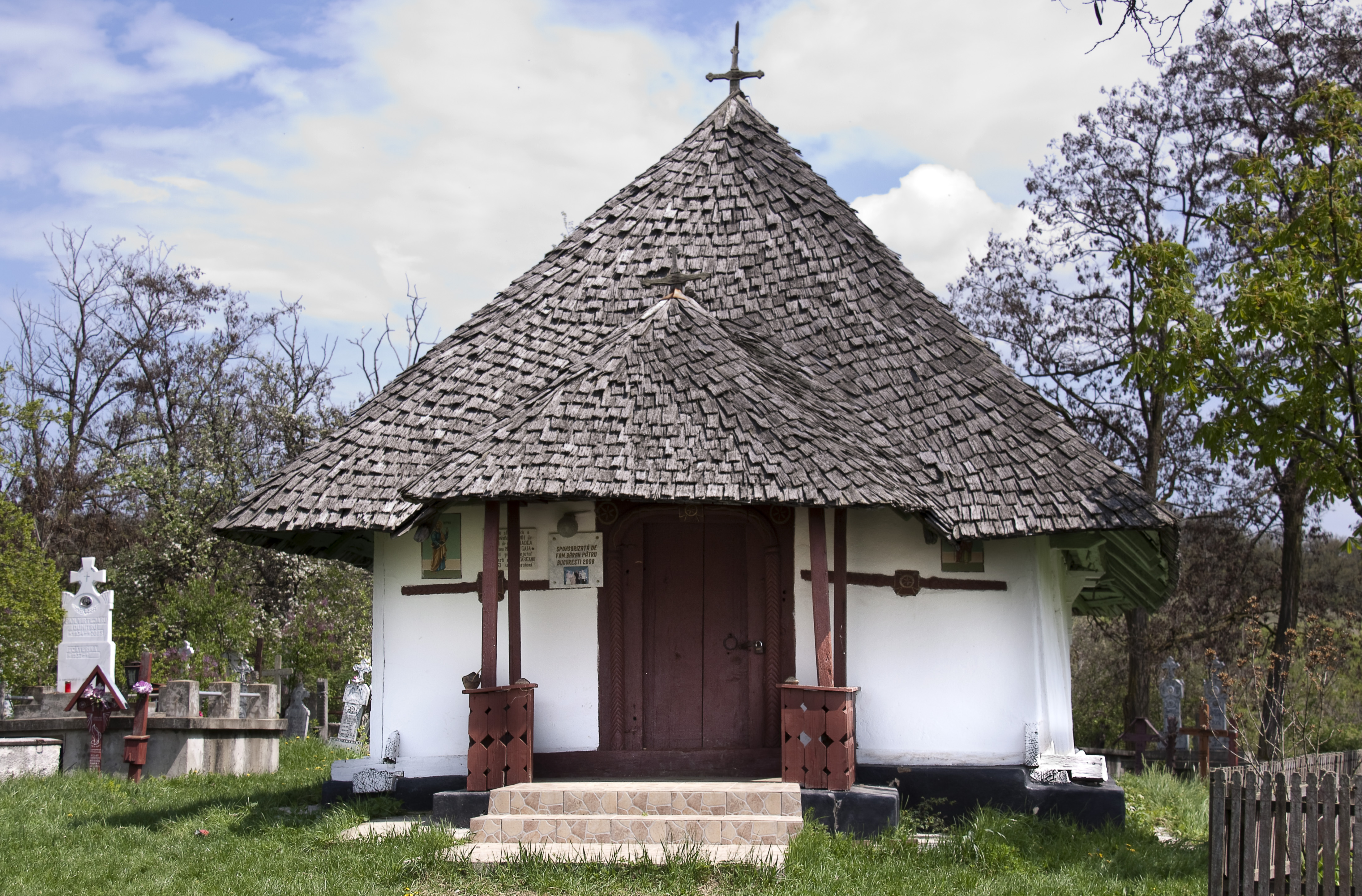
Biserica de lemn din Balota de Sus, județul Dolj. Foto: 2010

Biserica de lemn din Balota de Sus se află în localitatea omonimă din județul Dolj, poartă hramul „Sfinții Voievozi” și e datată din anul 1812, pictată în 1858. Biserica este înscrisă pe noua listă a monumentelor istorice, LMI 2004:  DJ-II-m-B-08184i 

## Imagini din exterior

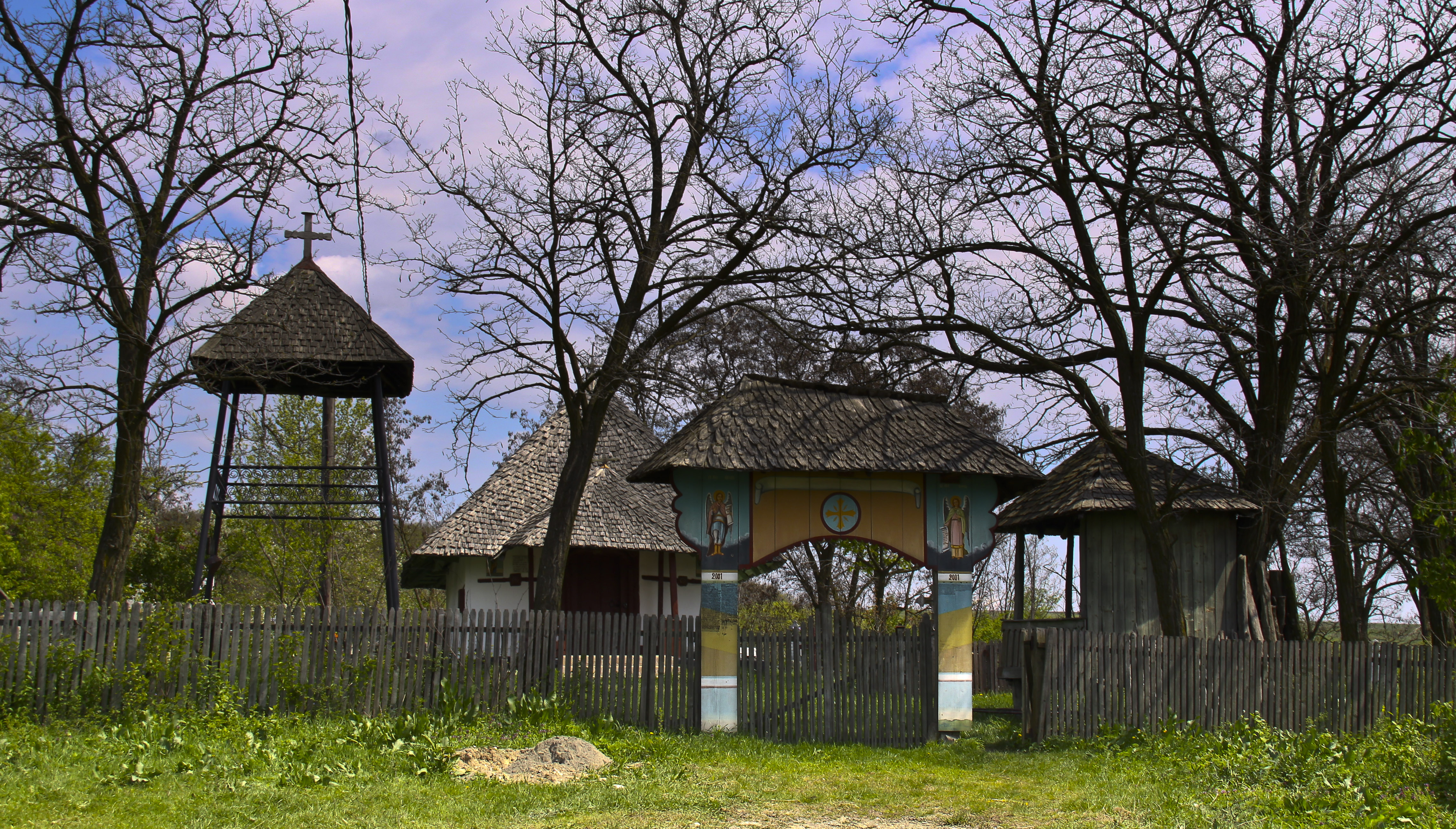
la intrare în cimitir
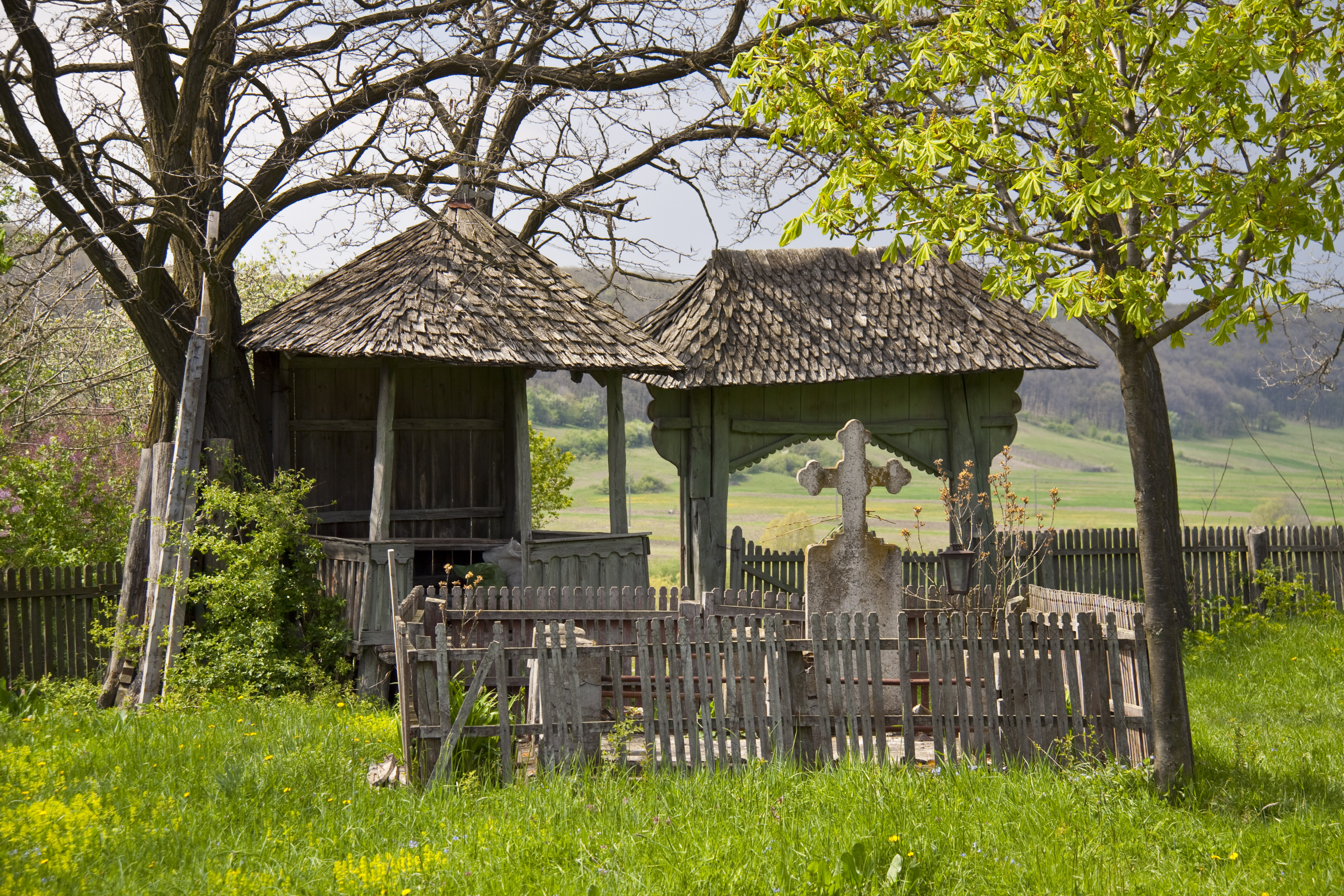
curtea bisericii
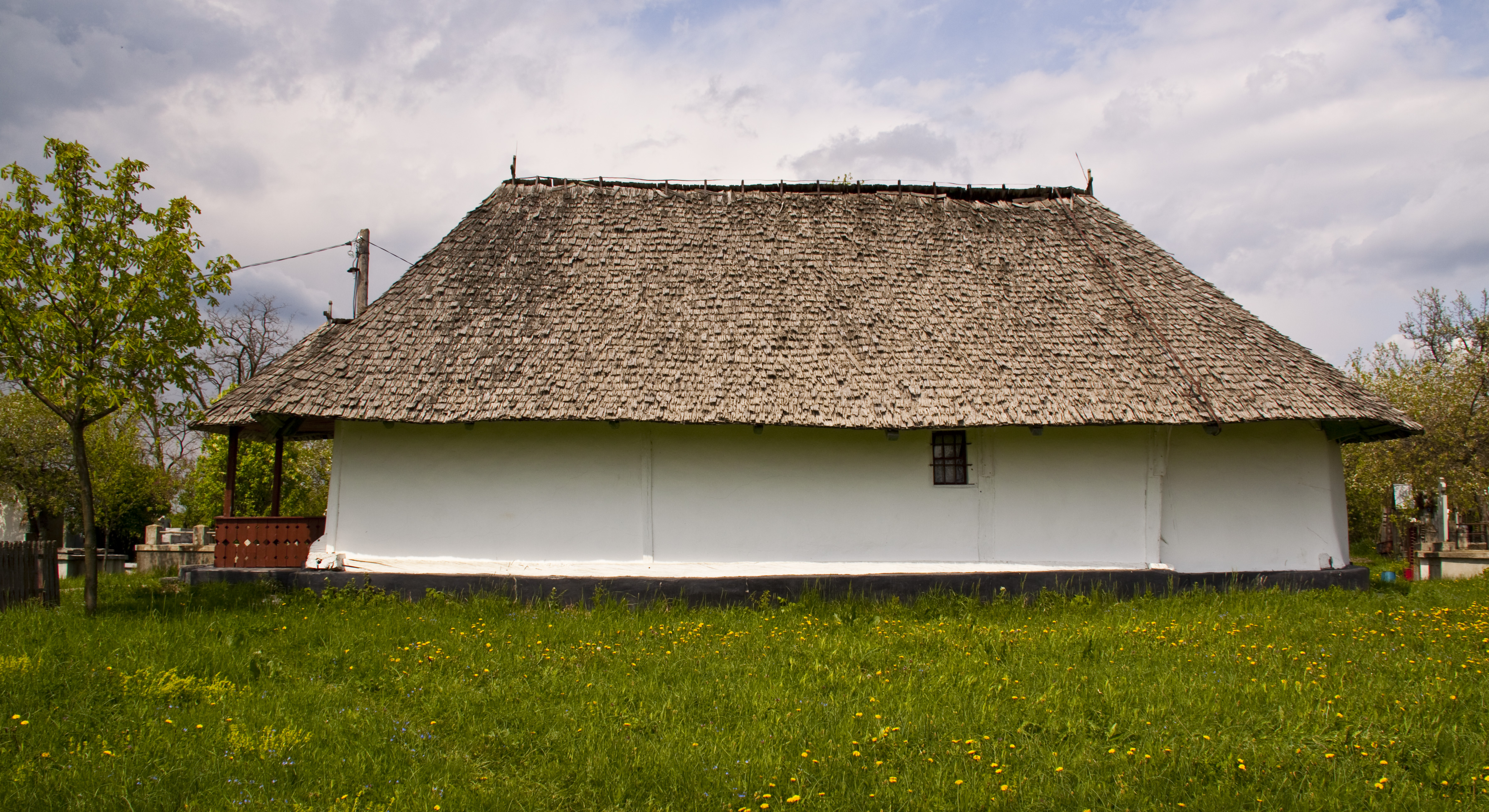
sud
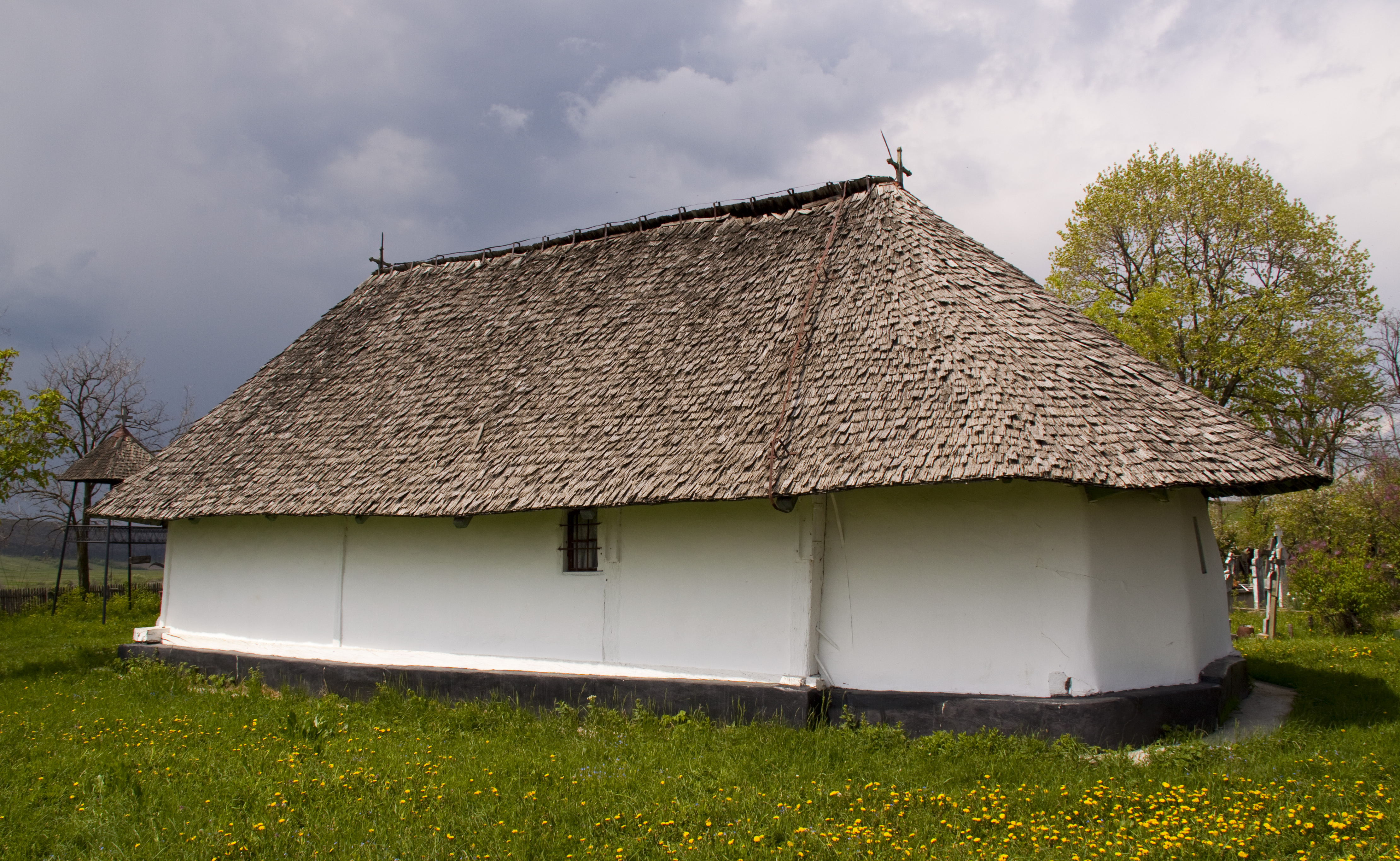
sud-est
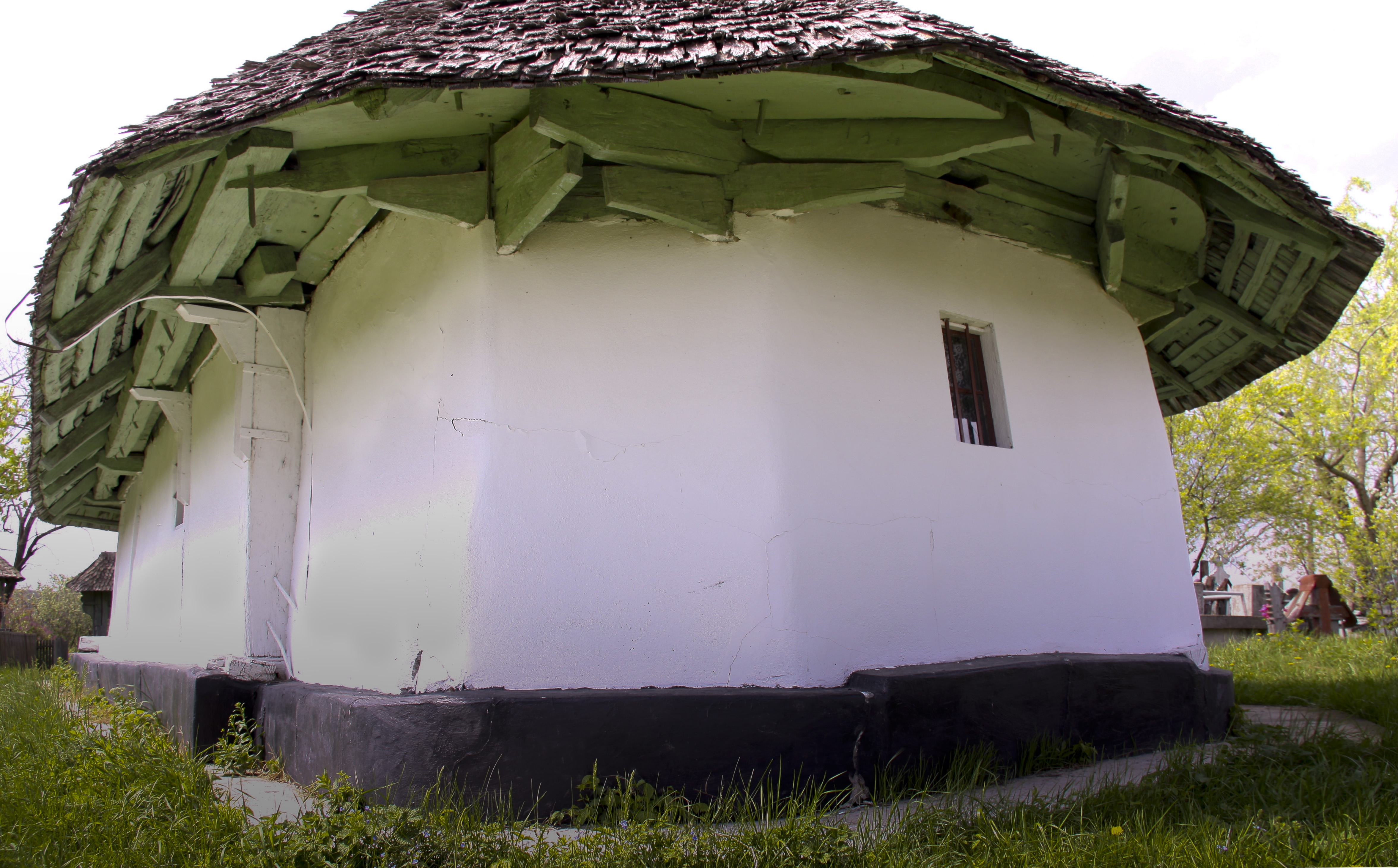
dosul bisericii
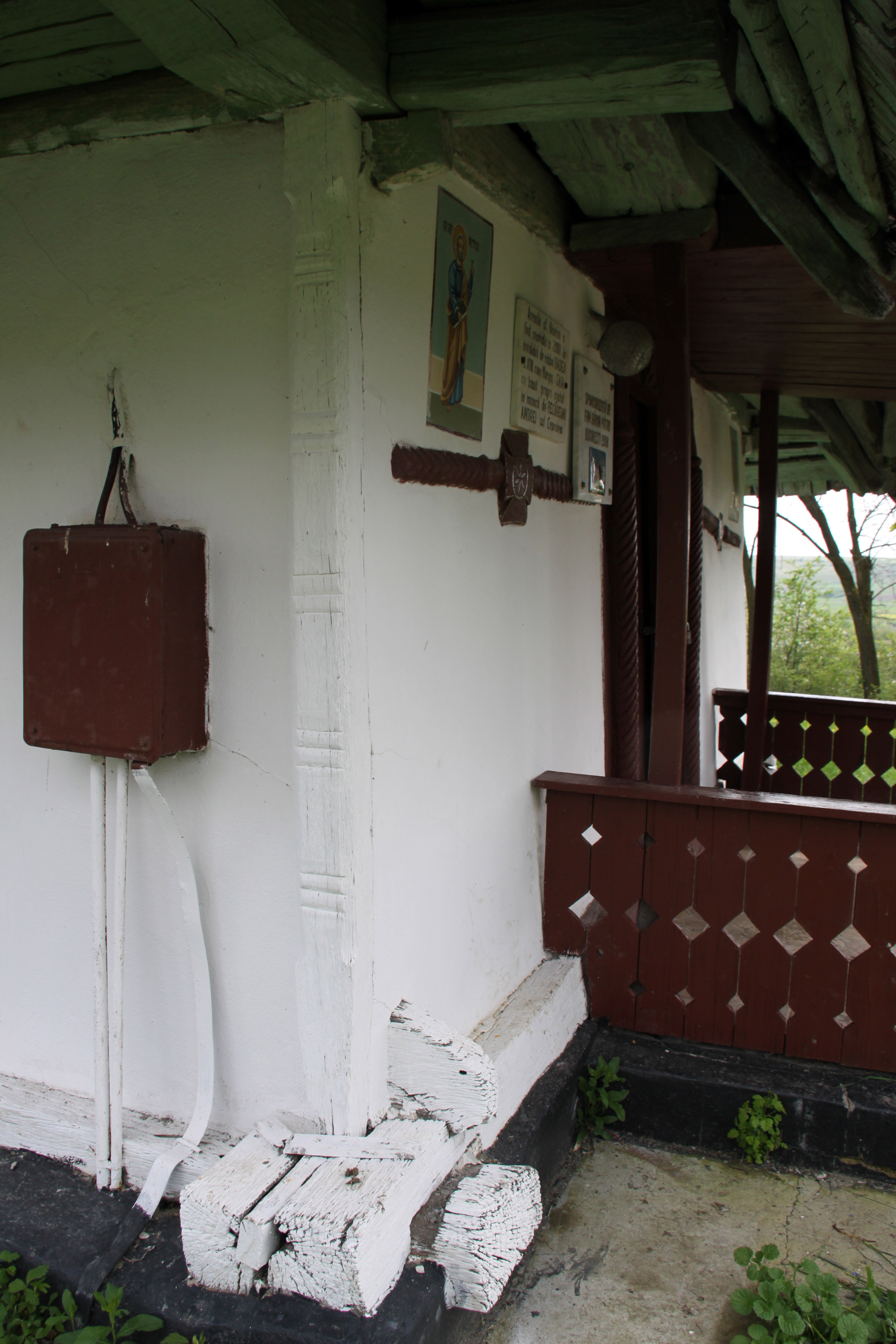
colţul de nord-vest
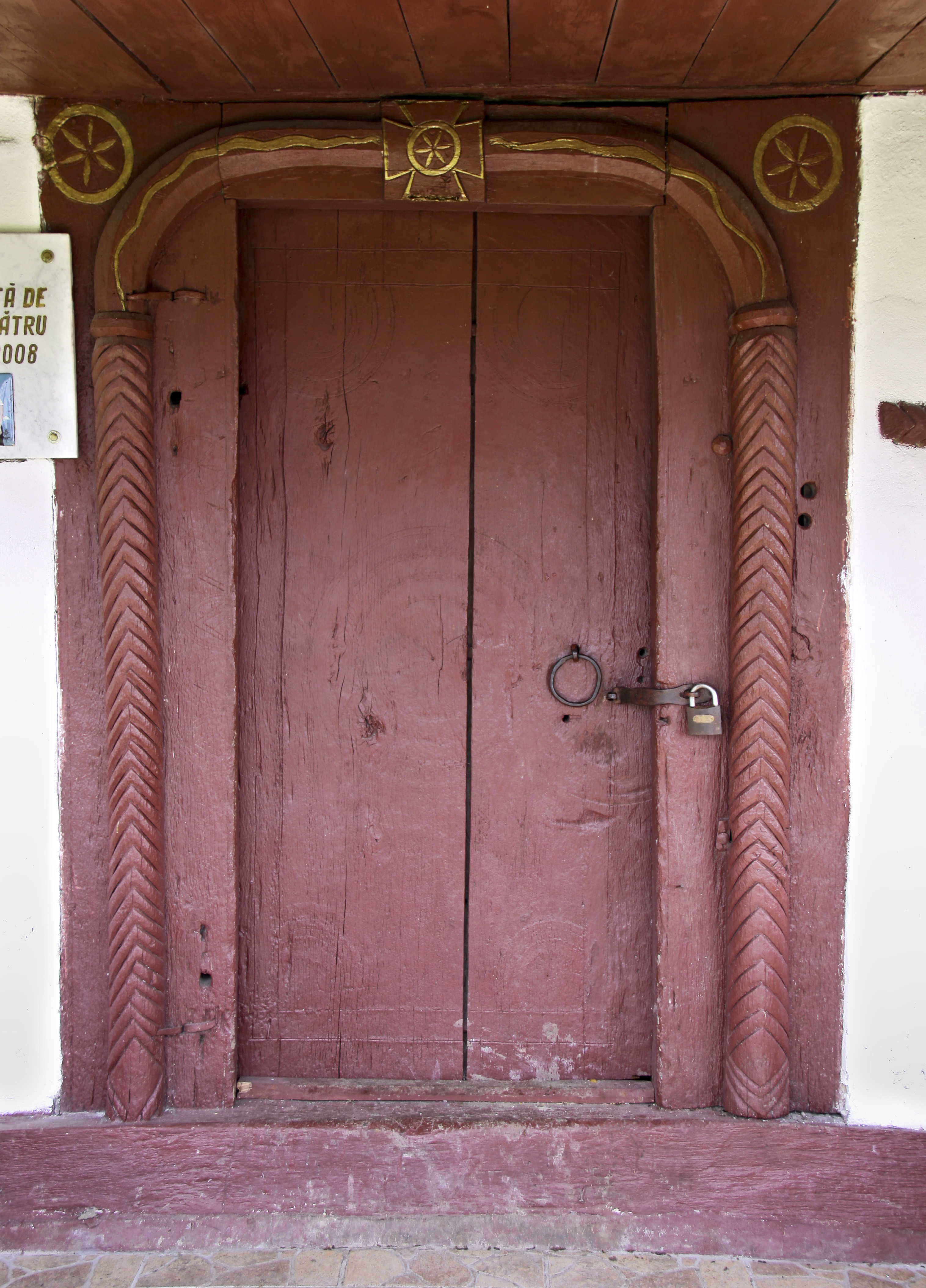
portal
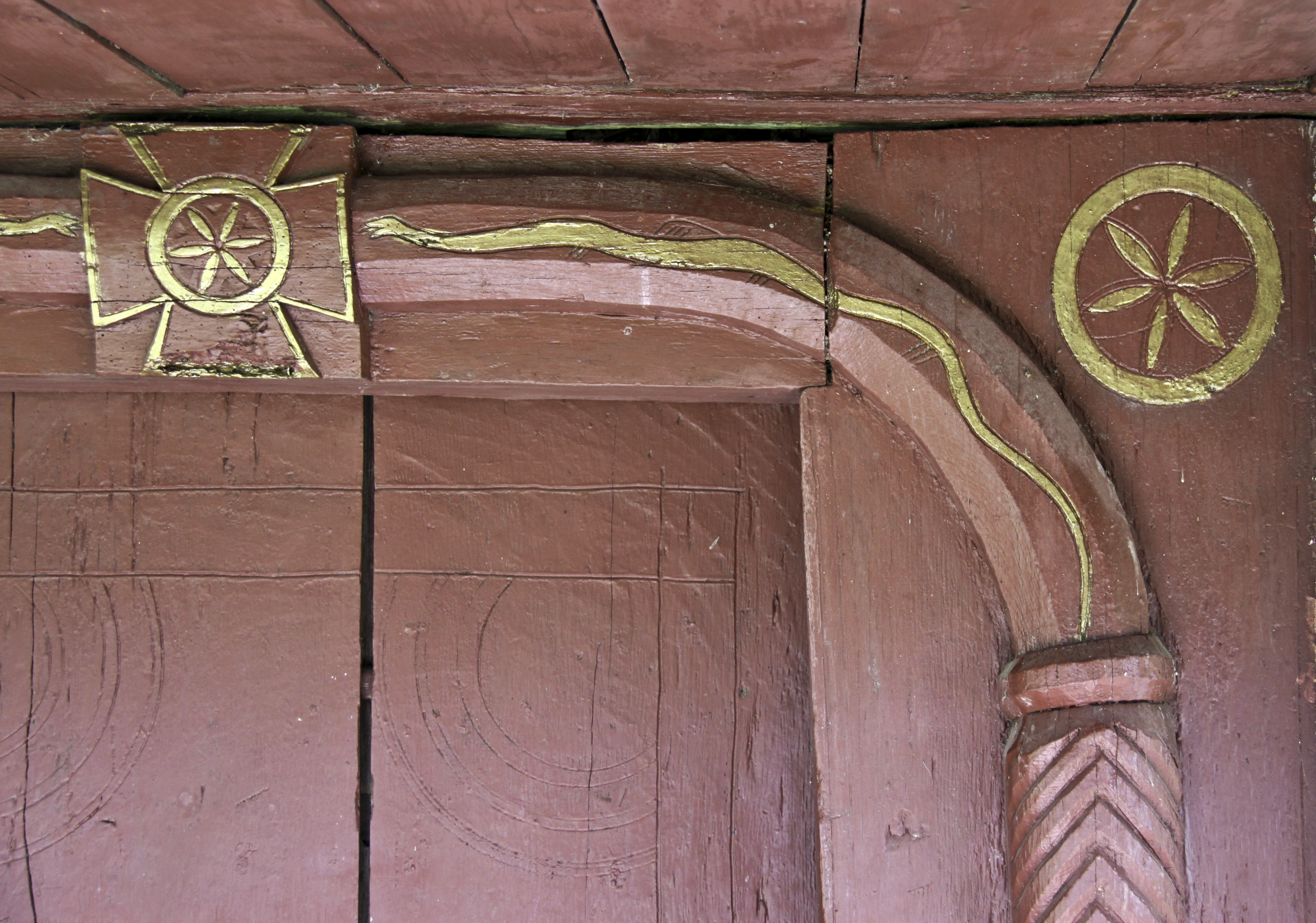
zmeu-şarpe
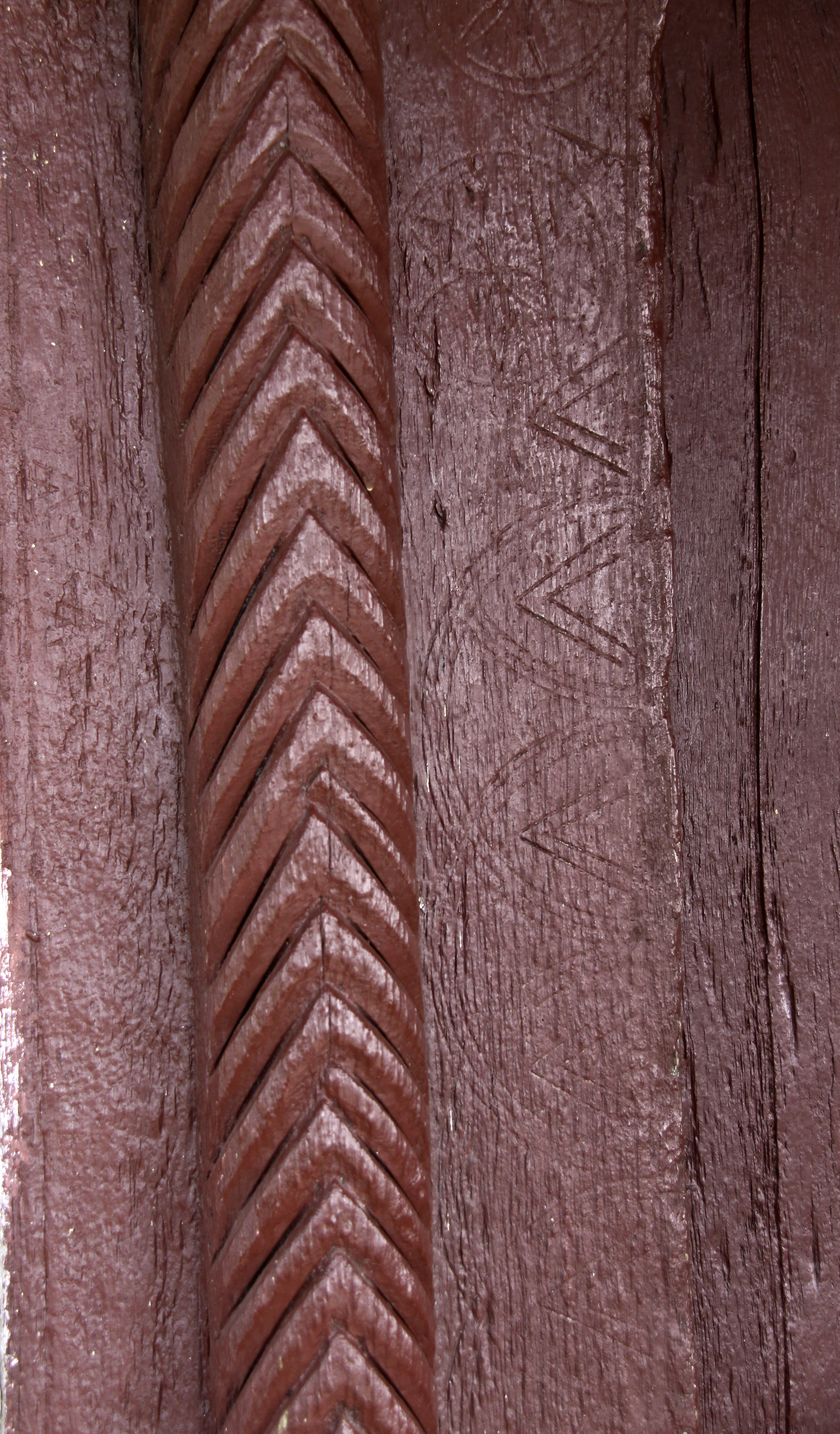
decor zgâriat
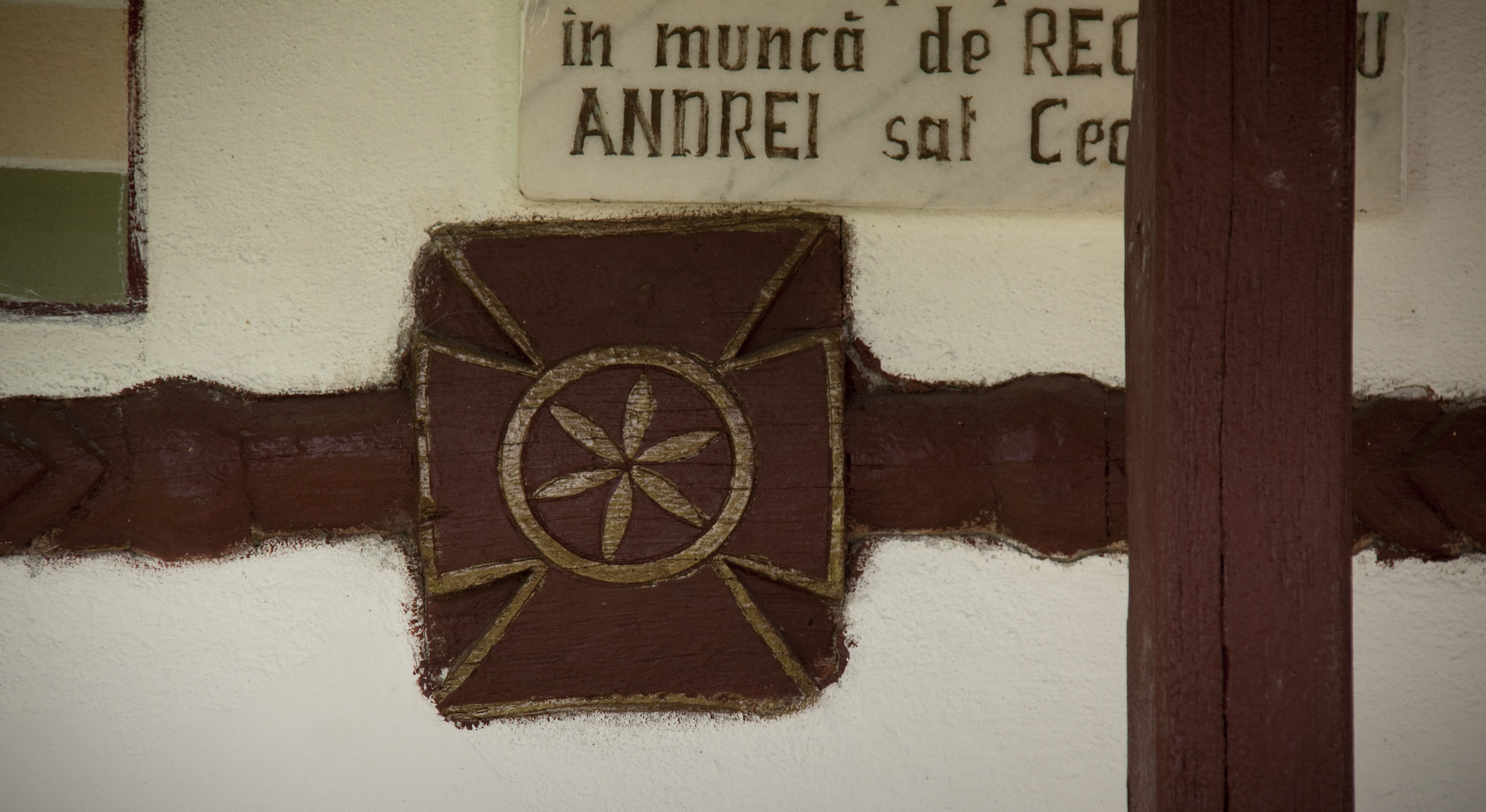
medalion